# (1454) Kalevala
(1454) Kalevala – planetoida z pasa głównego asteroid okrążająca Słońce w ciągu 3 lat i 232 dni w średniej odległości 2,36 au. Została odkryta 16 lutego 1936 roku w Obserwatorium Iso-Heikkilä w Turku przez Yrjö Väisälä. Nazwa planetoidy pochodzi od Kalevali, fińskiego eposu narodowego. Przed nadaniem nazwy planetoida nosiła oznaczenie tymczasowe (1454) 1936 DO.